# Matt Busch
Matthew Stuart Busch, detto Matt (Lebanon, 22 settembre 1972), è un artista e illustratore statunitense.

Locandina realizzata da Matt Busch per Star Wars Episodio I - La minaccia fantasma.

È conosciuto principalmente per aver realizzato copertine, poster e illustrazioni per la saga cinematografica di Star Wars.

## Carriera
Dal 1994, Matt ha illustrato libri, poster, riviste e altri prodotti ufficiali del brand Star Wars. All'inizio della sua carriera, Busch ha iniziato a illustrare prodotti per Guerre stellari - Il gioco di ruolo. Collaborando con la Lucasfilm, realizza alcune copertine della trilogia prequel.
Dal 1996, Busch ha iniziato a lavorare alle campagne pubblicitarie e storyboard per molti film, tra cui Con Air, L'ombra del diavolo, Mamma, ho preso il morbillo e Matrix.
Matt ha anche prodotto alcune illustrazioni per molti altri brand di film e serie TV targati Hollywood, tra cui Indiana Jones, Il Signore degli Anelli e Stranger Things.